# برنامج عيادات خارجية مكثفة
برنامج العيادات الخارجية المكثفة (IOP) هو نوع من الخدمات العلاجية وبرامج الدعم التي تُستخدم بشكل أساسي في معالجة إدمان المخدرات والكيماويات التي لا تعتمد على إزالة السميّة. ويعمل برنامج العيادات الخارجية المكثفة على نطاق صغير ولا يتطلب خدمات الإقامة أو الخدمات اليومية الجزئية المكثفة التي تُقدم عادةً بواسطة المصحات العلاجية الأكبر والأكثر شمولاً.
يقدم برنامج العيادات الخارجية المكثفة النموذجي خدمات فردية وجماعية لمدة تتراوح من 10 إلى 12 ساعة في الأسبوع. ويتيح للأفراد القدرة على متابعة شؤونهم اليومية مثل العمل، ثم المشاركة في العلاج بمصحة مناسبة في الصباح أو في نهاية اليوم.
يشجّع برنامج العيادات الخارجية المكثفة النموذجي المشاركة الفعالة في برامج مكونة من 12 خطوة بالإضافة إلى المشاركة في البرنامج ذاته. ويمكن أن يكون برنامج العيادات الخارجية المكثفة أكثر فعالية من العلاج الفردي لإدمان المخدرات والمواد الكيماوية.
يُستخدم هذا البرنامج أيضًا بواسطة بعض صناديق العلاج الطبي باعتباره علاجًا انتقاليًا بالنسبة للمرضى الذين تم إنهاء علاجهم في القسم النفسي.